# トーキョーフィーバー
「トーキョーフィーバー」は、日本のダンスボーカルユニットLeadの27枚目のシングル。2017年3月8日に FLIGHT MASTERより発売された。

## CD収録曲
1. トーキョーフィーバー
  - Words：佐伯youthK, CLARABELL, 谷内伸也 / Music：CLARABELL
2. 僕らの夜が明けるまで
  - Words：PALEO / Music：BOY SKI MASK, DEY GON GET IT, PALEO
3. FUNKENSTEIN
  - Words & Music：古屋敬多, 谷内伸也, DWB, Christian Hoff, Aileen De La Cruz
4. Dilemma
  - Words & Music：谷内伸也
5. Gimme a call
  - Words：鍵本輝 / Music：Denis Seo, シン･スンイク, Niel

※形態により収録曲は異なる。

## 発売形態
1. 初回限定盤A [CD＋DVD]
[DVD]トーキョーフィーバー Music Video / Behind the Scenes (Music Video Shooting)
2. 初回限定盤B [CD＋DVD]
[DVD]トーキョーフィーバー Dance Focused Music Video / Behind the Scenes (Photo Shooting)
3. 初回限定盤C [CD＋DVD]
[DVD]How to Dance トーキョーフィーバー / Behind the Scenes (Recording)
4. 通常盤 [CD Only]

※ジャケットはそれぞれ異なる。